# نوک‌شلاقی‌ها
نوک‌شلاقی‌ها (نام علمی: Psophodes) نام یک سرده از زیرراسته پرنده آوازخوان است.

## گونه‌ها
- نوک‌شلاقی شرقی،  Psophodes olivaceus
- نوک‌شلاقی غربی،  Psophodes nigrogularis
  - نوک‌شلاقی غربی،  Psophodes nigrogularis leucogaster or P. leucogaster
- نوک‌گوه‌ای زنگوله‌ای،  Psophodes occidentalis
- نوک‌گوه‌ای چهچهه‌زن،  Psophodes cristatus